# 39. sydlige breddekreds
Den 39. sydlige breddekreds (eller 39 grader sydlig bredde) er en breddekreds, der ligger 39 grader syd for ækvator. Den løber gennem Atlanterhavet, det Indiske Ocean, Australasien, Stillehavet og Sydamerika.